# Cornelius Proculus (Statthalter von Pannonien)

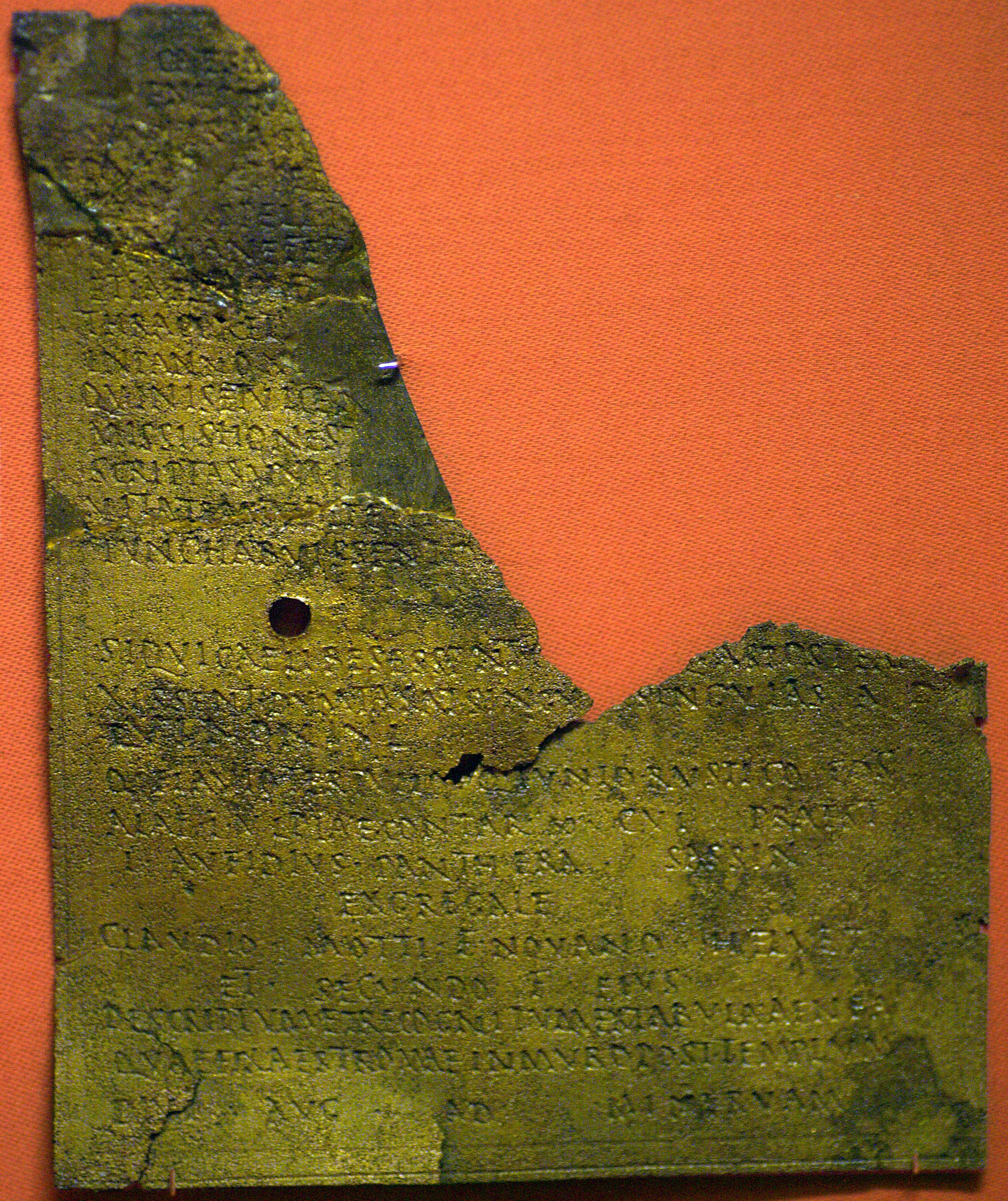
Ein Militärdiplom von 133 n. Chr.

Cornelius Proculus (sein Praenomen ist nicht bekannt) war ein im 2. Jahrhundert n. Chr. lebender römischer Politiker.
Durch Militärdiplome ist belegt, dass Proculus von 133 bis 134 Statthalter der Provinz Pannonia superior war.